# Rummelsberg
Rummelsberg ist ein Gemeindeteil der Gemeinde Schwarzenbruck im Landkreis Nürnberger Land (Mittelfranken, Bayern). Rummelsberg liegt in der Gemarkung Schwarzenbruck. Überregional bekannt ist Rummelsberg durch die Rummelsberger Diakonie.

## Lage
Rummelsberg liegt 18 km südöstlich von Nürnberg zwischen der Anschlussstelle Feucht der Bundesautobahn 9 und der Anschlussstelle Altdorf/Burgthann der Bundesautobahn 3 auf dem Ausläufer des Dreibrüderberges. Vom Bahnhof Ochenbruck sind es ca. 700 Meter Luftlinie bis zum Ortskern von Rummelsberg.

## Ortsbild

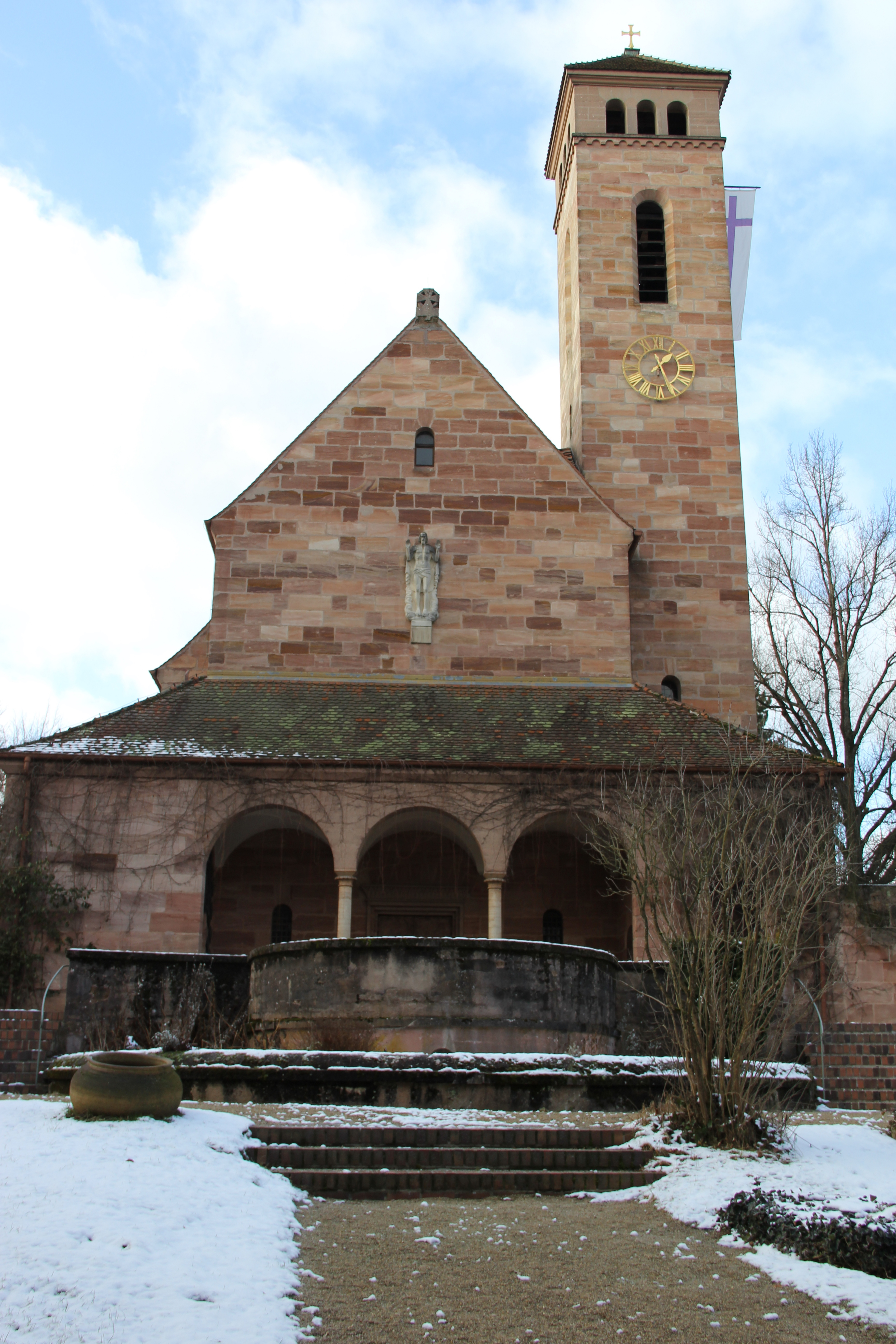
Philippuskirche

Das Ortsbild wird geprägt durch die Philippuskirche (1927) im neoromanischen Stil, die auf einer Bergkuppe steht. Ihre Glocken werden noch im Handzugverfahren geläutet.
Wie das Hotel „Anders“ sind auch die meisten anderen Einrichtungen Teil der Rummelsberger Dienste für Menschen gGmbH, des Unternehmens der Rummelsberger Diakonie. Im Ort gibt es ein Altenheim (Stephanushaus), ein Berufsbildungswerk mit angeschlossenem Internat für junge Menschen mit Körperbehinderung, einen großen Jugendhilfeverbund mit mehreren Gebäuden, ein Studienzentrum (ehemals Diakon- und Erziehungsanstalt), ein Tagungszentrum und zwei Krankenhäuser (Laurentius- und Wichernhaus). Letzteres ist europaweit als eine der führenden orthopädischen Fachkliniken bekannt. Die beiden Kliniken wurden 2010 an die Sana Kliniken verkauft.

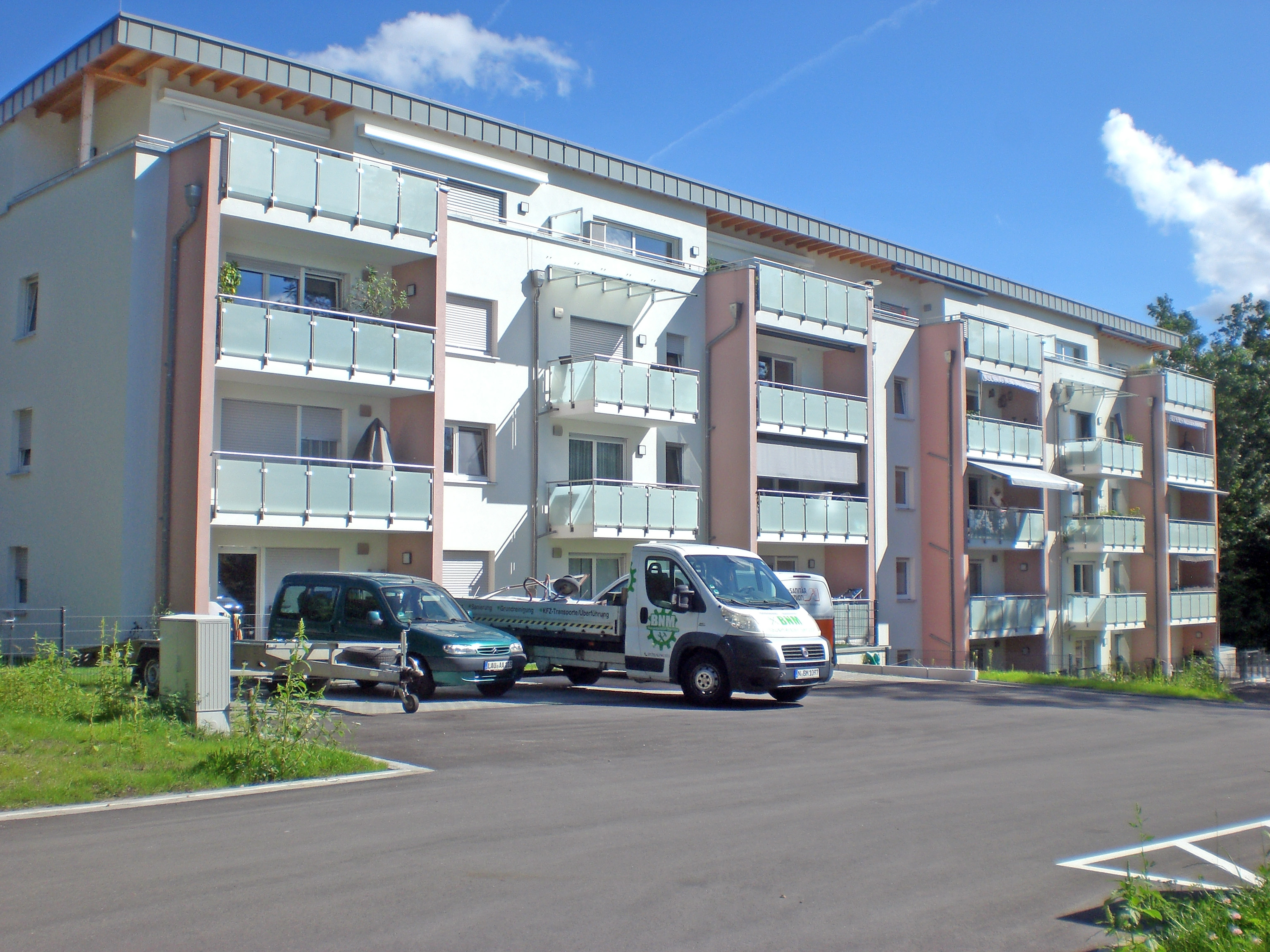
Wohnanlage Schwarzach Park (2023)

Nahe dem Krankenhaus entstand 2020 der Schwarzach Park mit zahlreichen neuen Wohnungen.

## Geschichte
Erstmals erwähnt wurde Rummelsberg 1369 als einzelner Hof in einer Urkunde des Brant Groß, einem Patrizier aus der Stifterfamilie des Nürnberger Heiliggeist-Spitals. Im 15. Jahrhundert wechselte das Gut als Reichslehen durch die Hände verschiedener Nürnberger Patrizierfamilien (Waldstromer, Toppler, Pfinzing), bis es schließlich im Jahre 1500 als Stiftung an das Heiliggeist-Spital überging.
Dadurch unterstützte der Hof mit seinen Naturalabgaben etwa 300 Jahre lang die größte soziale Stiftung in der freien Reichsstadt, die ab 1504 auch die Landeshoheit bis 1796 ausübte. Das Spital bewirtschaftete das Gut aber nicht selbst, sondern verlieh es hauptsächlich an Nürnberger Bürger. Der 1553 im Zweiten Markgrafenkrieg zerstörte Bürgersitz wurde wieder aufgebaut und wirkte auf dem Stich von Boener mit seinem Barockgarten um 1700 wie ein Schlösschen. Bald danach entstand ein zweiter Hof am Gelände, der von den Pächtern bewohnt wurde, während das Gutshaus bis 1796 in der Hand Altdorfer Medizinprofessoren war. Um 1800 konnte die Bauernfamilie Link beide Anteile in ihrer Hand vereinen und um 1870 an die Familie Rißmann vererben.
Mit dem Gemeindeedikt (frühes 19. Jahrhundert) wurde Rummelsberg dem Steuerdistrikt Feucht und der Ruralgemeinde Moosbach zugewiesen.

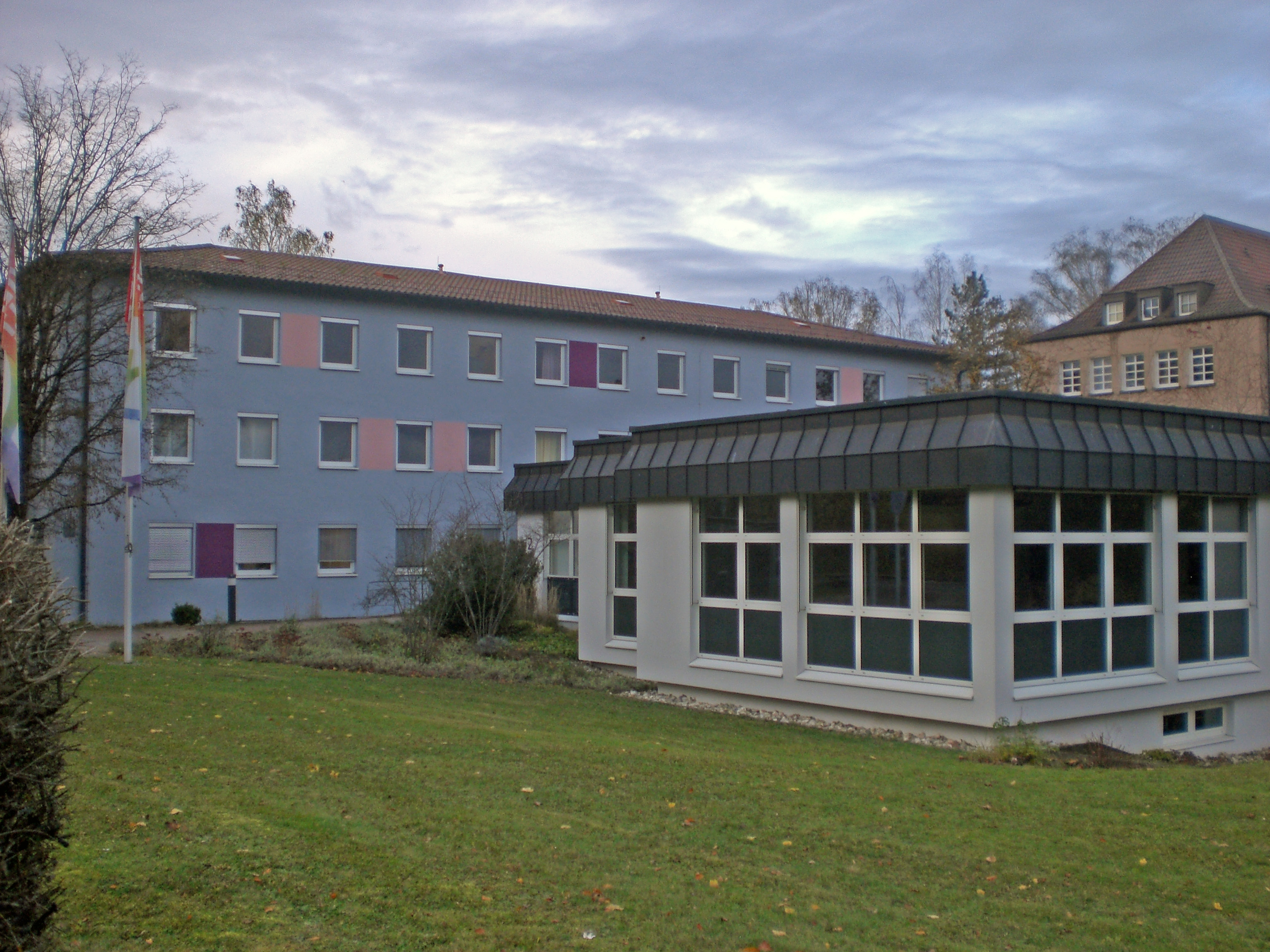
Verwaltungsgebäude der Diakonie (2023)

1903 erwarb der Landesverein für Innere Mission das Bauerngut und verlegte 1905 die seit 1890 bestehende Landesdiakonenanstalt von Nürnberg nach Rummelsberg. Dies war das entscheidende Ereignis für die weitere Entwicklung des Ortes. Das einstige Anstaltsgebäude und das angrenzende ehemalige Pfarrhaus sind die beiden ältesten erhaltenen Gebäude im Ort.
Nach dem Ende des Ersten Weltkrieges entstanden zahlreiche Bauten, die noch heute prägend sind: Das sog. Kriegssiechenheim (1920). und das erste Brüderhaus (1922), die beide zusammen heute das „Waldheim“ bilden die Philippuskirche (1927) und das ehemalige Handwerkerhaus (1927, heute Diakoniemuseum) sowie das Brüderhaus (1931). Der Ort Rummelsberg begann damals erst auf der Höhe des heutigen Hotel-Restaurants „Anders“.

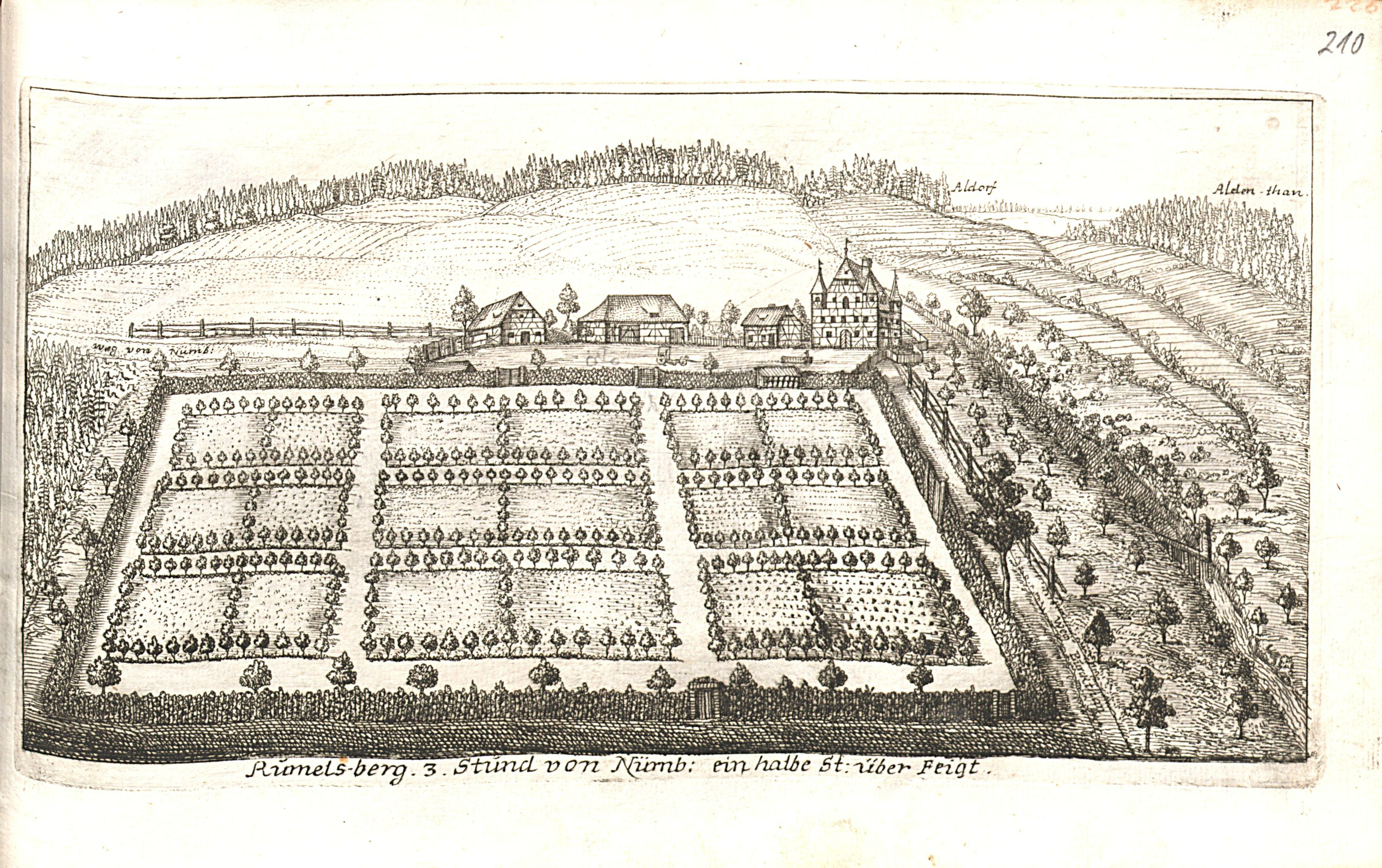
J. A. Böner: Rummelsberg um 1700

Erst nach 1945 kam es zur baulichen Entwicklung in Richtung Eisenbahnlinie und Ochenbruck. Die markantesten Gebäude in diesem Bereich sind das Berufsbildungswerk. und die beiden Krankenhäuser
Am 1. April 1971 wurde Rummelsberg im Rahmen der bayerischen Gebietsreform nach Schwarzenbruck eingegliedert.
Seit 2012 dient der Wald im Umfeld der Philippuskirche als Naturfriedhof.
Am östlichen Ortsrand befindet sich ein Gefallenendenkmal mit einer Informationstafel.

## Freizeit
Rummelsberg war seit den 1920er Jahren ein beliebter Ausflugsort, vor allem für kirchliche Gruppen aus Nürnberg und dem Umland. Einrichtungen wie das einstige Erholungsheim (heute Rektor-Nicol-Haus) oder das frühere Hospiz (heute Hotel Anders) dienten der Beherbergung und Versorgung von Gästen. Das Tagungszentrum, das Hotel Anders und das Rummelsberger Café knüpfen an diese Tradition an. Der Ort wird von mehreren Kilometern beschilderter Wanderwege durchzogen. Auch der Jakobsweg Tillyschanz-Nürnberg führt über Rummelsberg. 2014 wurde am Ortsrand ein Kletterpark eröffnet, der 2025 dauerhaft geschlossen wurde.
Seit 2015 gibt es das Diakoniemuseum, das in wechselnden Ausstellungen die Geschichte der Diakonie in Bayern darstellt.

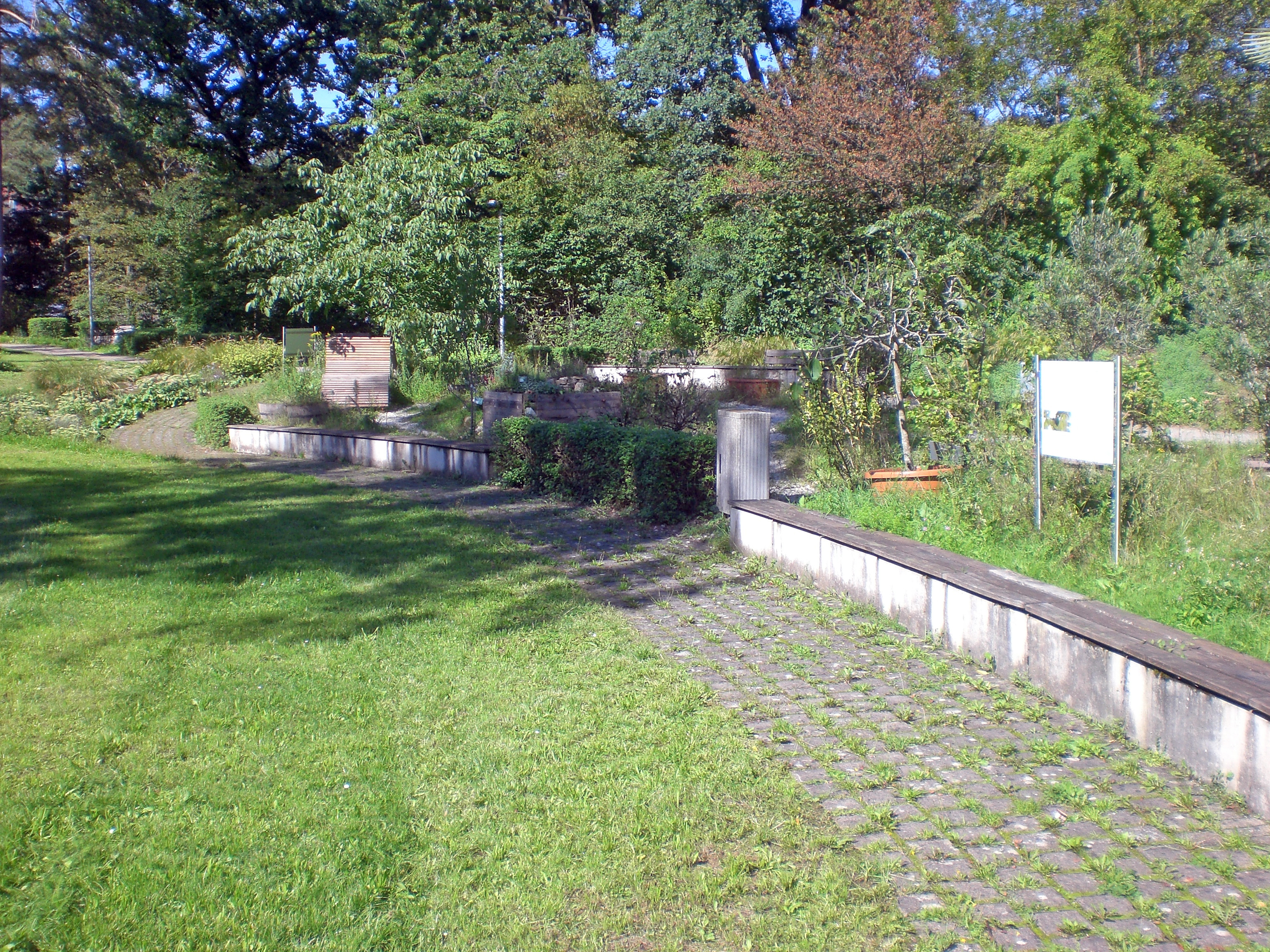
Der Bibelgarten 2023 (2023)

Im Ortskern wurde in einer Grünanlage ein Bibelgarten angelegt.

## Geotop

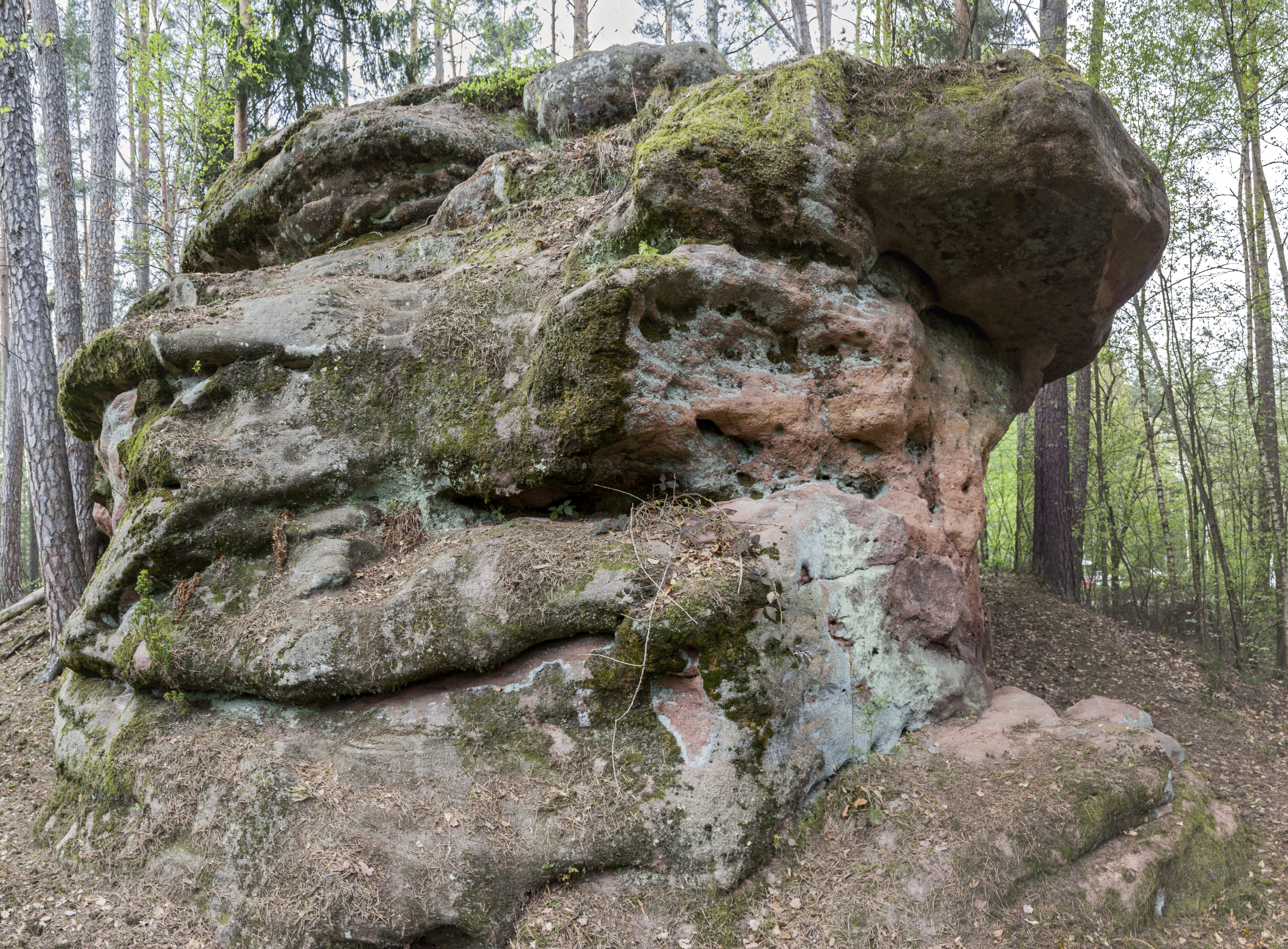
Burgsandsteinfelsen in Rummelsberg

Mitten im Ort in einem Wäldchen befindet sich ein großer Sandsteinfelsen. Der etwa fünf Meter hohe Felsen bietet einen Einblick in die Zusammensetzung und den Aufbau des Oberen Burgsandsteins. Er ist vom Bayerischen Landesamt für Umwelt als Geotop (574R006) ausgewiesen. Am Fels sind deutliche Spuren von Vandalismus erkennbar.

## Verkehr
Rummelsberg wird stündlich von der Buslinie 553 nach Altdorf bedient. Außerhalb der Kernzeiten fährt ein Rufbus, in den Nächten an Wochenenden verkehrt der Nightliner N59. Beide Linien des VGN halten an den Haltestellen Hospiz und Wichernhaus. Am nahegelegenen Bahnhof Ochenbruck hält die S-Bahn der Linie S1 Neumarkt–Nürnberg-Bamberg.

## Persönlichkeiten
- Karl Nicol (1886–1954), Rektor der Diakonenanstalt von 1919 bis 1953 und Mitbegründer des Lutherischen Weltbundes[21]
- Johannes Baumann (1872–1969), Bayerns erster Diakon im Auslandsdienst und erster Senior der Rummelsberger Brüderschaft[22]
- Franz Theophil Becker war Chefarzt der Orthopädischen Kliniken in Altdorf bei Nürnberg und Rummelsberg.
- Karl Heinz Bierlein war Vorsitzender der Rummelsberger Anstalten von 1997 bis 2007.
- Gottlieb Olpp (1872–1950), Direktor des Deutschen Institutes für Ärztliche Mission (DIFÄM), lebte von 1940 bis zu seinem Tod in Rummelsberg[22]
- Martin Sommer (1915–1988), Aufseher im KZ Buchenwald, lebte von 1973 bis 1988 im Pflegeheim „Stephanusheim“[23]
- Karl Heinz Neukamm (1929–2018), Rektor der Rummelsberger Anstalten von 1967 bis 1984 und Präsident des Diakonischen Werkes Deutschland von 1984 bis 1994[24]
- Helmut Millauer (1941–2014) war Rektor der Rummelsberger Diakonie von 1984 bis 1997.
- Albert Strohm (1929–2016), Vater des ehemaligen Landesbischofs Heinrich Bedford-Strohm, wurde als Sohn des Rummelsberger Brüderpfarrers Wilhelm Strohm geboren.
- Heinz Wagner (1929–2001), Orthopäde von Weltruf, leitete von 1969 bis 1995 die Klinik Wichernhaus (seit 1979 in Rummelsberg)[25]
- Gerhard Wehr (1931–2015), Diakon und Schriftsteller[26]
- Wolfgang Haffner (* 1965), deutscher Jazz-Schlagzeuger, verbrachte seine Jugend in Rummelsberg.[27]
- Hans-Jürgen Hopf (* 1959), Diakon und Vorstand der Deutschen Rentenversicherung Nordbayern

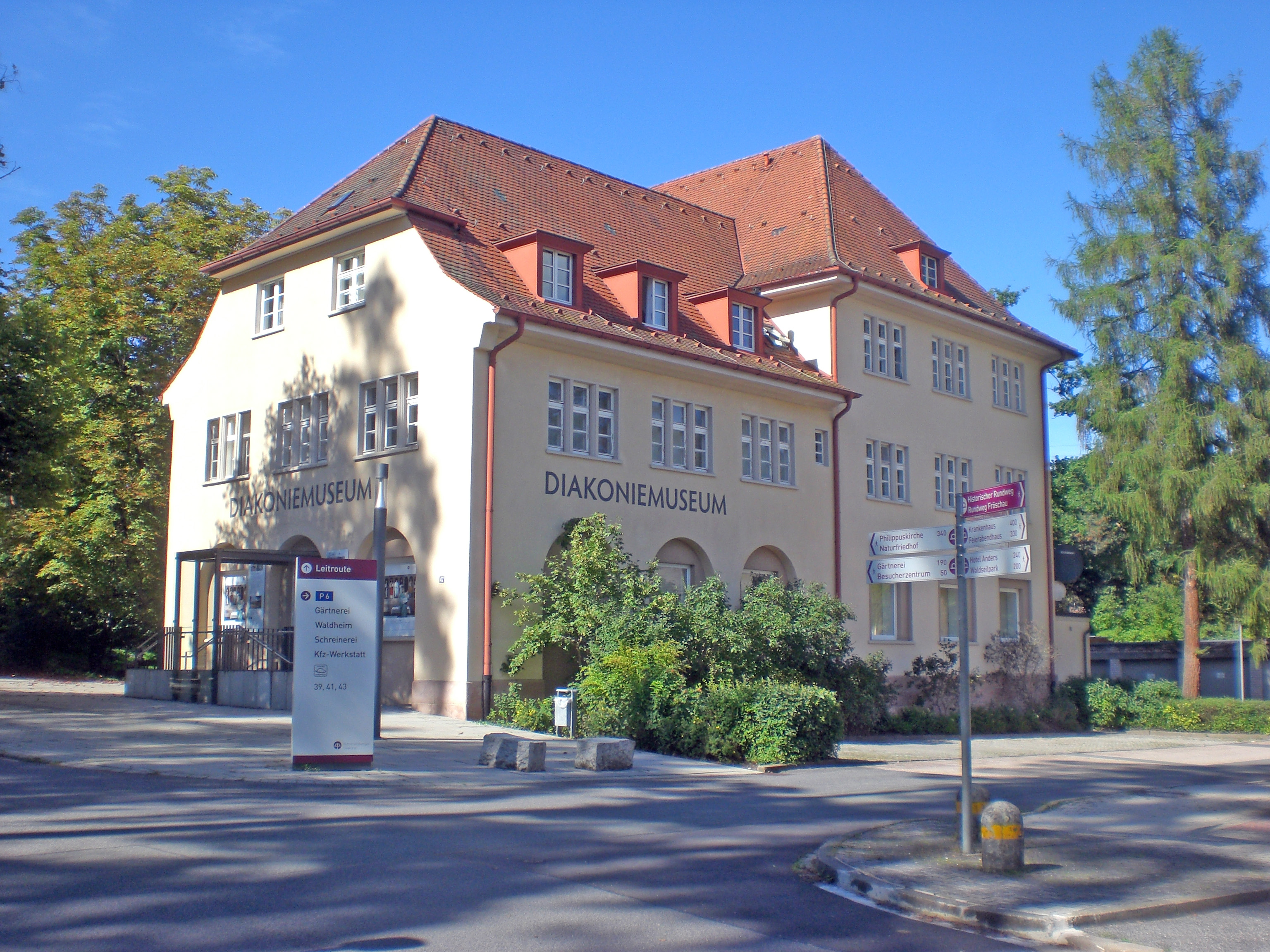
Handwerkerhaus, heute Diakoniemuseum (2023)
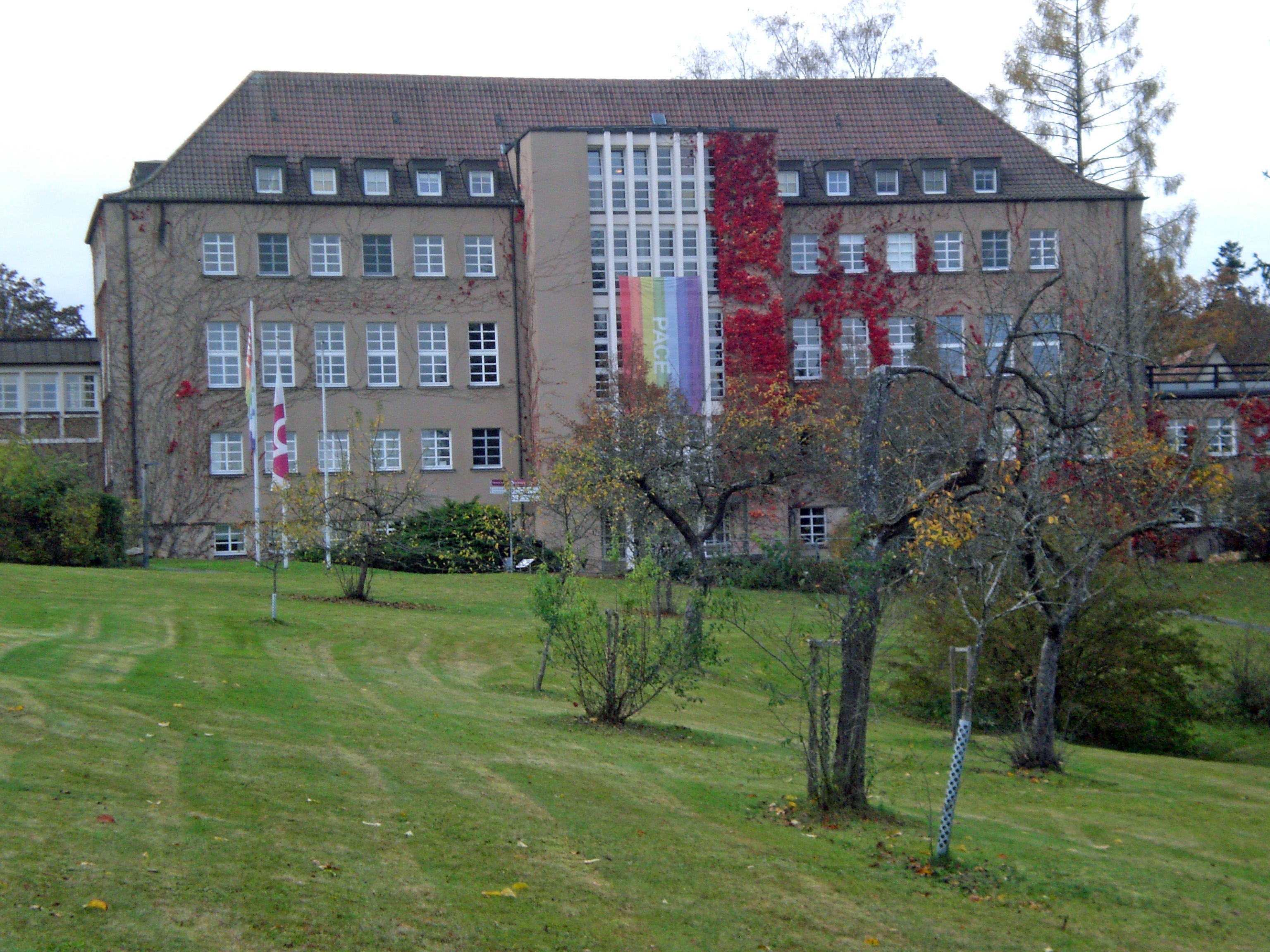
Brüderhaus (2023)
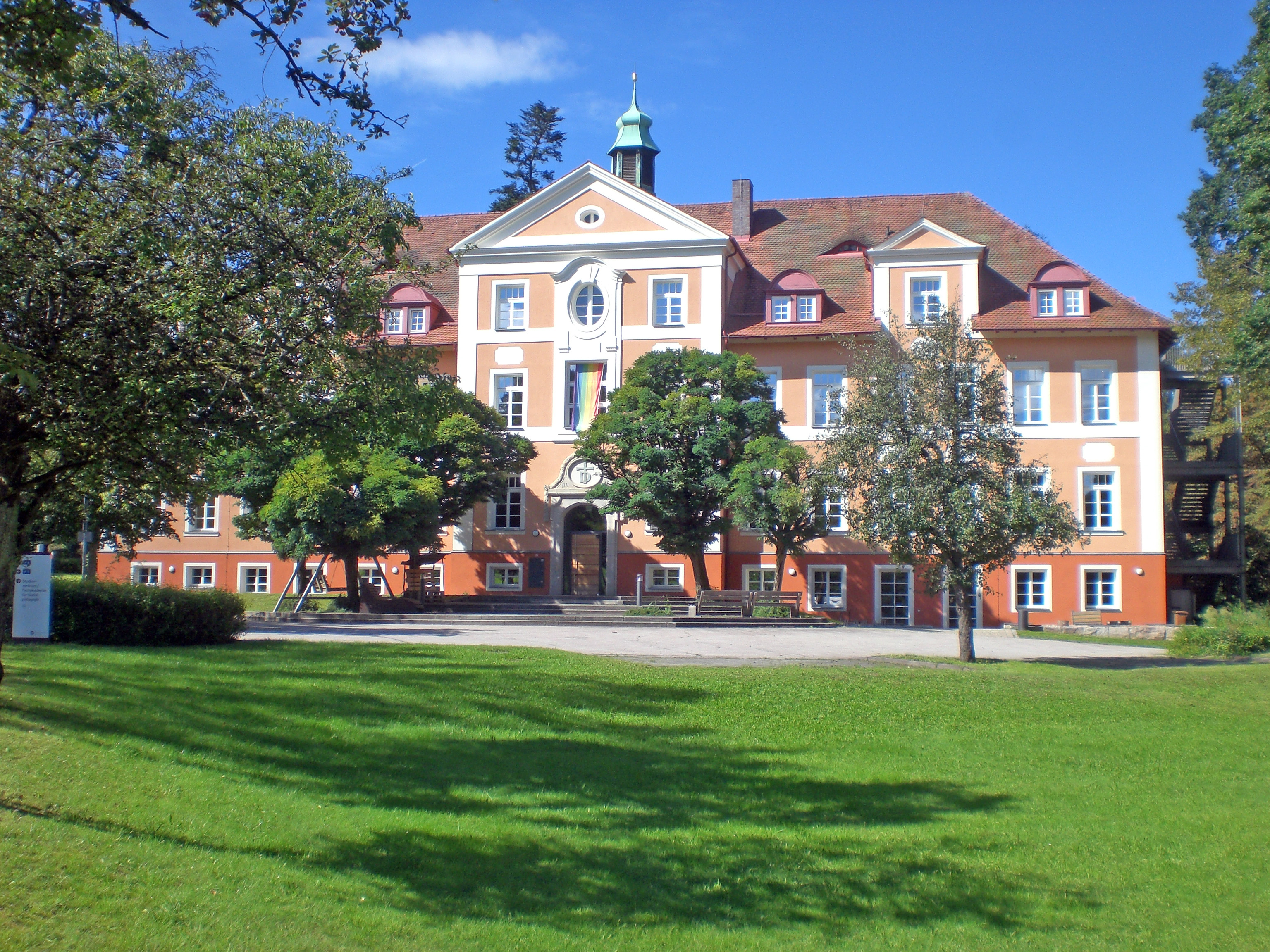
Ehemalige Diakonen- und Erziehungsanstalt, heute Studienzentrum (2023)
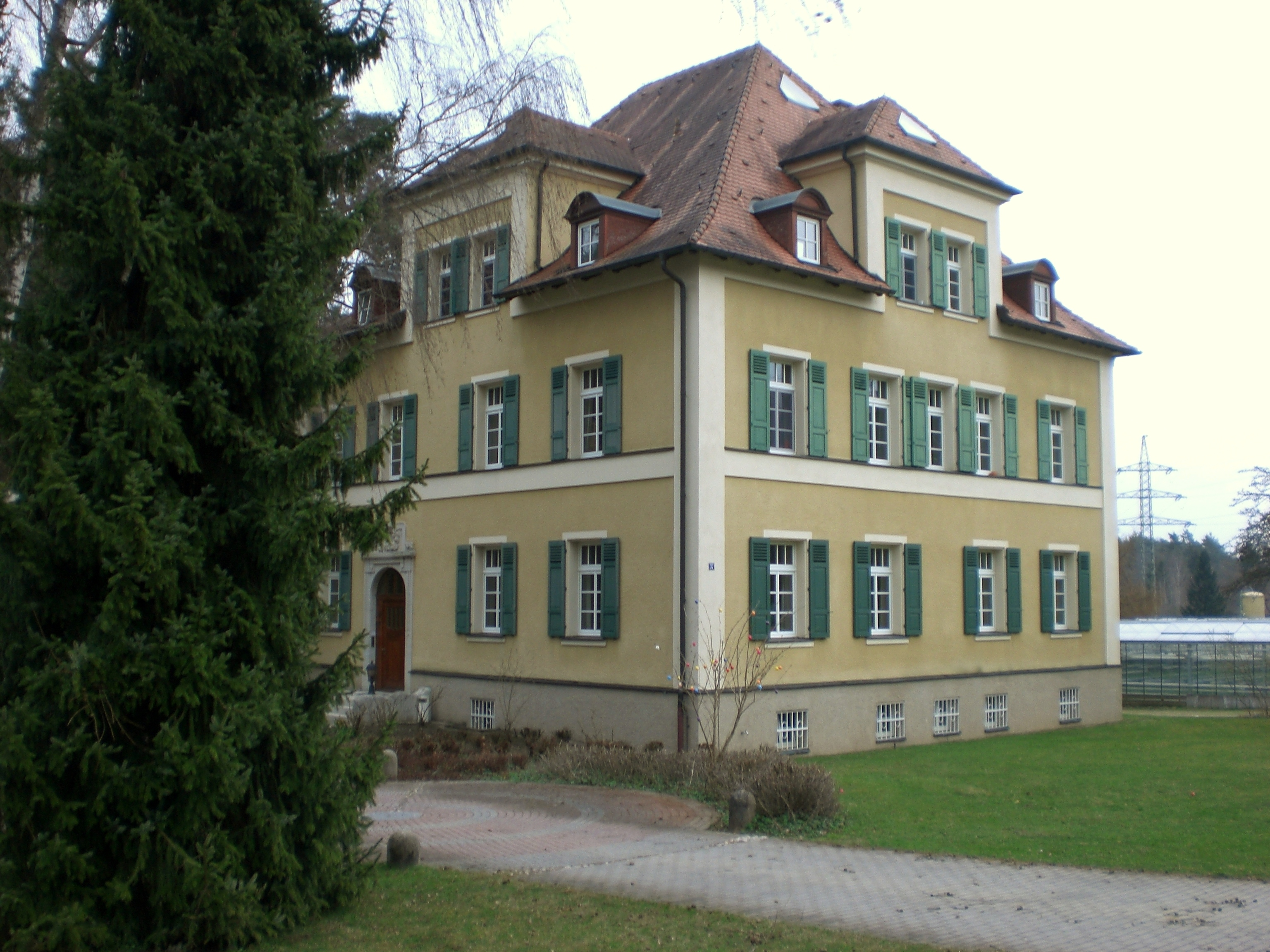
Historisches Pfarrhaus, heute Haus der Diakoninnengemeinschaft
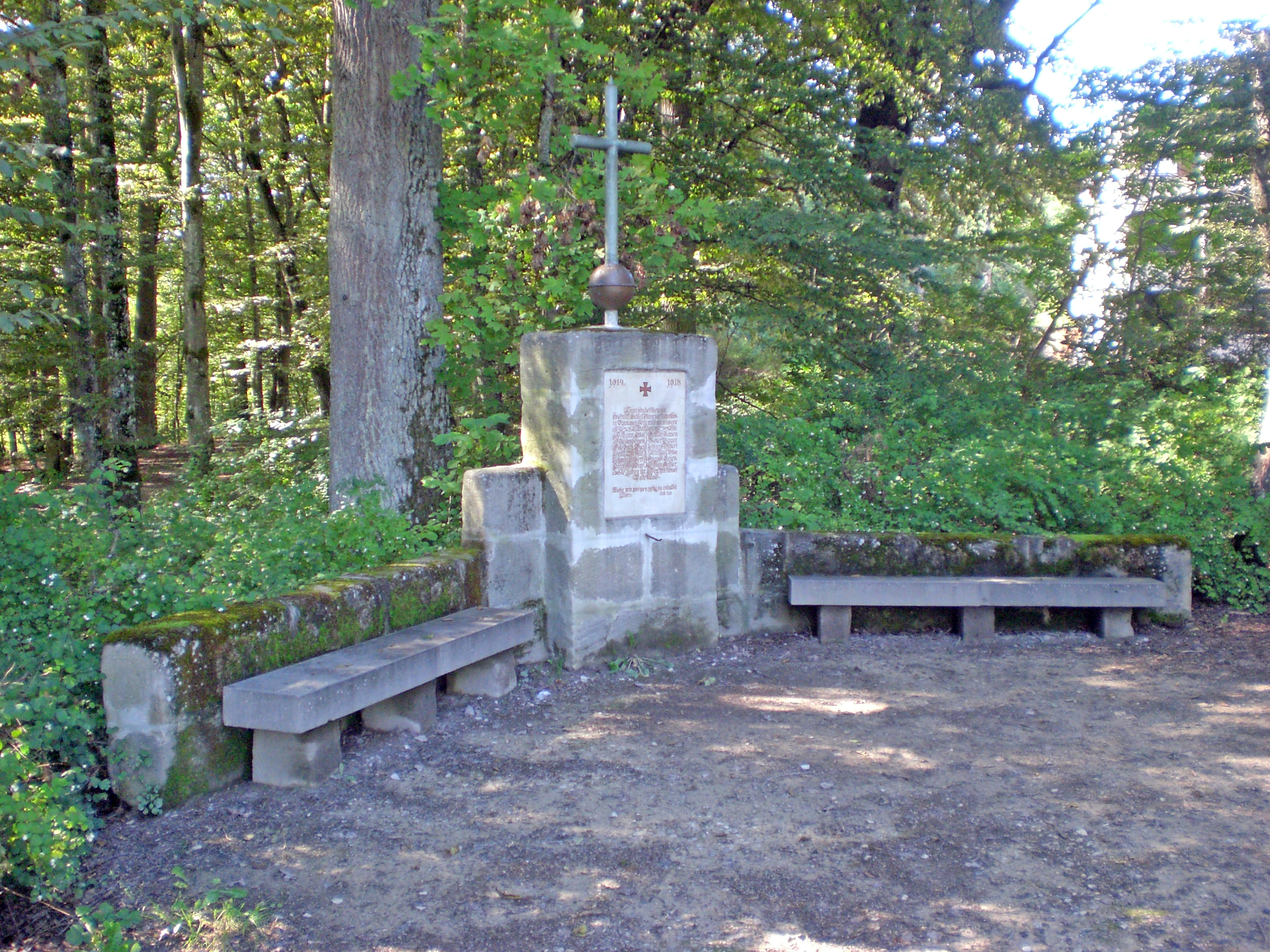
Kriegerdenkmal (2023)